# Spare Time Killers
Spare Time Killers è un film del 2012 diretto da Jay Tando.

## Trama
Kirk e Tony sono due amici che fanno i sicari. Quando uno dei due decide che è giunta l'ora di ritirarsi, l'altro decide di continuare l'attività anche per l'amico.